# 塔纳罗河

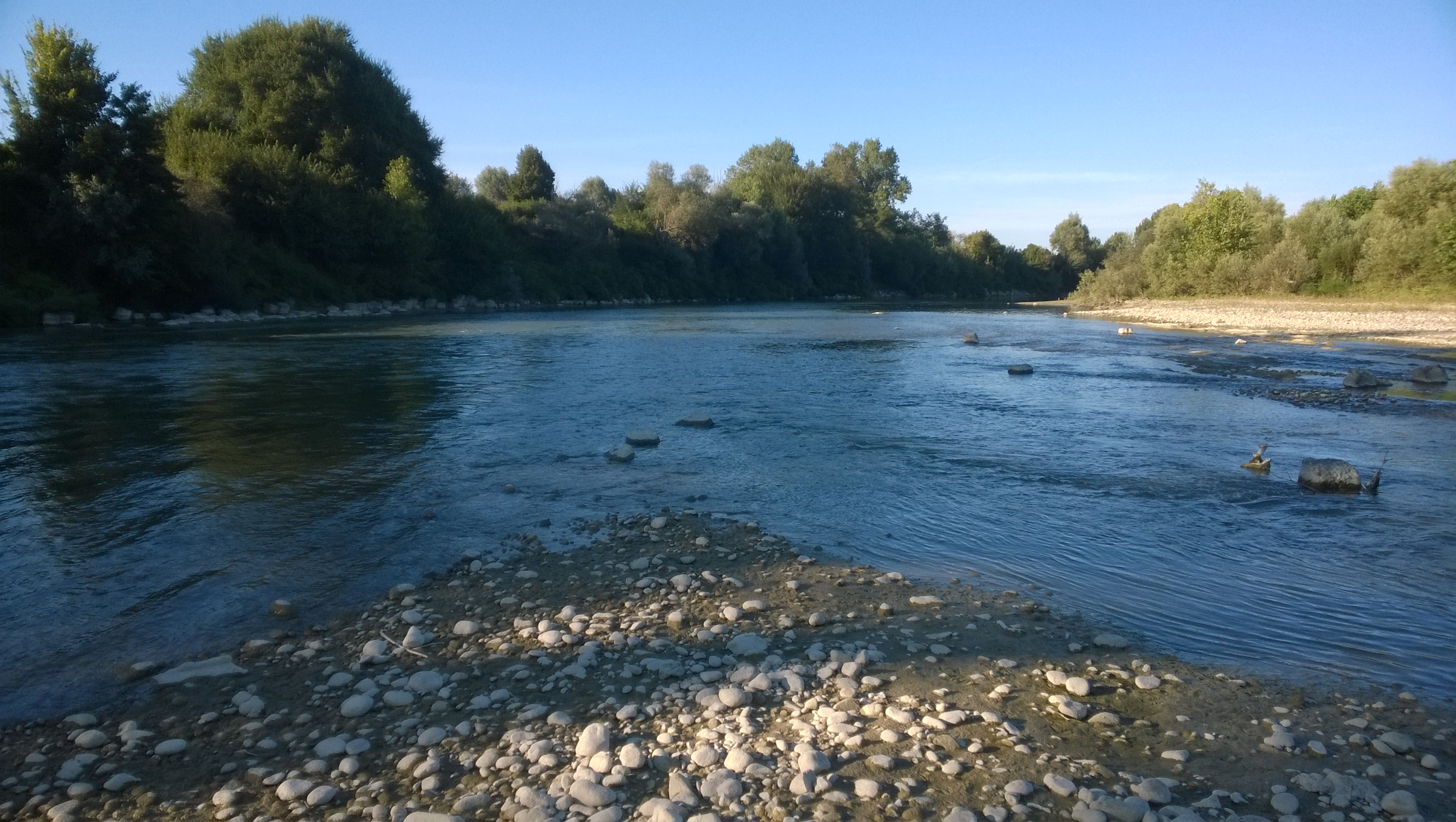
塔納羅河近阿斯蒂。

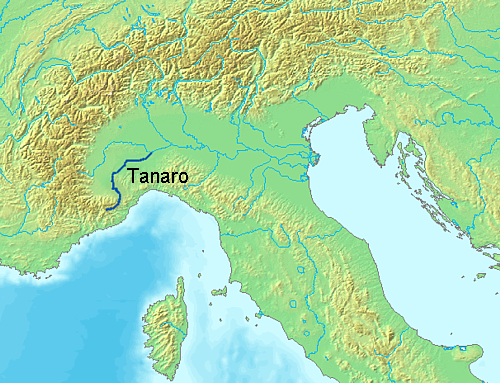
塔納羅河位置。

塔纳罗河位于意大利西北部，发源于利古里亞山，最终在巴西尼亚纳注入波河，全长276公里。